# 아기공룡 둘리
《아기공룡 둘리》는 김수정이 꼬마 공룡을 소재로 하여 1983년부터 1993년까지 연재한 대한민국의 만화다. 
- 만화뿐만 아니라 이를 원작으로 한 애니메이션과 그 밖의 미디어 믹스 작품을 모두 포함한다.

- 만화잡지 보물섬에서 1983년 4월 22일부터 10년간 연재됐다.
- 빙하에서 깨어난, 초능력을 지닌 아기 공룡이 한 가정으로 들어와 다양한 친구들과 함께 지내면서 겪는 이야기다.
- 이 작품은 대한민국의 대표적인 만화로 꼽힌다.
- 후속작인 베이비 사우르스 돌리를 월간 소년챔프에 연재했으나, 별 인기를 끌지 못하고 3기까지 공개되었다.

2003년은 경기도 부천시에서 주인공인 둘리에게 주민등록증을 발급하기도 했다. 그러나 실제 둘리의 주소지는 경기도 부천시가 아니라 서울특별시 도봉구 쌍문동에 소재한 고길동 명의의 집으로 되어 있다. SBS에서 방송된 《열린 TV 시청자 세상》의 〈방송 현장 속으로〉 코너(2009년 2월 27일)를 통해 2009년 판 아기공룡 둘리의 제작과정이 소개됐으며, 다음 날에 KBS 1TV에서 방송된 9시 뉴스에서는 2009년에 100주년을 맞은 한국 만화에 대해 보도하면서 기사 앞 부분에 아기공룡 둘리의 주요 장면들과 원작자 김수정의 인터뷰 장면이 보도되었다.

## 줄거리
서울 쌍문동에 살고 있는 '고길동' 옆집에 이사온 '마이콜', 그리고 ‘고길동’ 일가에 찾아온 불청객 ‘둘리’, ‘도우너’, ‘또치’로 인해 일어나는 소동이 주로 그려진다.
둘리 일행은 동네 안에서 시작하여 세계 일주, 우주 여행에 이르기까지 곳곳을 종횡무진 누비며 활약한다. 이는 작품 내의 주요 아이템인 둘리의 초능력과 도우너의 타임코스모스 덕분인 한편, 위기의 순간마다 이들의 힘을 빌려 크고 작은 사건들을 극복해 나간다.
초반에는 둘리와 함께 초능력을 통해 신비한 일들을 경험하는 이야기가 주로 그려진다.

## 제작
1981년부터 연재하기 시작한 오달자의 봄으로 이름을 알린 김수정은 '말썽쟁이' 어린이를 주인공으로 하는 차기 작품을 구상하고 있었다. 이는 아이는 아이다워야 한다는 작가 나름의 아동관이 반영된 것이었다. 그러나 김수정이 그리려고 했던 어린이는 어른에게 반항적이고 무례한 모습이었던 탓에, 만화 속의 어린이가 오직 교과서적인 행동만 할 것을 강요하던 시대 배경에 의해 김수정은 인간이 아닌 존재를 의인화하여 주인공으로 하면 심의를 피할 수 있을 것이라 생각했고, 특이한 대상을 찾다가 마침내 공룡을 주인공으로 정하기에 이렀다. 김수정은 둘리의 소재가 공룡인 이유가 공룡은 이미 수천만 년전에 멸종을 했으므로 그 당시에 살다가 외계인이 부여한 초능력을 이용해서 현대로 넘어온 둘리의 나이는 이미 수천만 살이라는 설정을 뒀는데 이는 둘리의 행동이 '자신보다 나이가 많은 사람에게 버르장머리 없는 행동을 보이는 것'을 회피하기 위함이었다.

## 애니메이션
1987년에 KBS에서 장편 애니메이션으로 첫 방송됐다. 1995년, EBS에서 영어 교육용 비디오《둘리의 배낭여행》을 출시하였고, 극장판 애니메이션 《아기공룡 둘리 - 얼음별 대모험》이 1996년 7월 24일에, 입체 영상《둘리의 나무 속 환상 여행》이 2004년에 개봉되었다.
아기공룡 둘리는 독일과 아랍권 등에도 수출되었다.

### 아기공룡 둘리
처음 전파를 탄 것은 1987년 10월 7일에 KBS 1TV에서 추석 특선 만화영화로 방영되었을 때이다. 방영시각은 오후 5시 40분부터로, 뉴스 시작 전까지 6개 에피소드가 연달아 방영되었다. 이후에도 1990년, 1993년, 1996년, 1998년, 2003년, 2006년, 2008년, 2009년에 재방송되었는데, 한 번 재방송될 때마다 보통 몇 개의 에피소드를 묶어 수 주에 걸쳐 방영되었다. 1988년에 SKC를 통해 1987년 KBS판 아기공룡 둘리가 비디오로 출시되었다.
그리고 대략 2001년도 정도에 KBS와 미라클상사에서 출시한 '둘리와함께' 시리즈도 있다. 한글, 숫자, 율동동요, 영어, 구구단을 익히는 시리즈다.
아기공룡 둘리 2기는, 전편의 인기에 힘입어 제작된 속편이다. 1988년 5월 5일에 KBS 1TV에서 어린이날 기념식 중계가 끝난 오전 10시 50분부터 뉴스 시작 전까지 7개의 에피소드가 연달아 방영되었다. 이후에는 전편과 따로 구분하지 않고 이어서 재방송되었다.

### 목소리 출연
- 박영남 - 둘리
- 이재명 - 고길동
- 손정아 - 도우너
- 김정애 - 희동
- 오세홍 - 마이콜
- 김성희 - 또치
- 김정호 - 할아버지
- 김환진 - 꼴뚜기
- 한수경 - 영희
- 이향숙 - 철수 ,엄마

### 1기 제작진
- 인물설정: 오홍선
- 미술설정: 한성근
- 원작: 김수정
- 각본: 박리미
- 음악감독: 김도향
- 음악효과: 한문휘
- 주제가 작사: 김혜진
- 작·편곡: 김동성
- 노래: 오승원
- 녹음: 이해영, 박용규
- 음향효과: 박인식, 최경상, 한용배, 차일환
- 타이틀 디자인: 이석인
- 사식: 유연성
- 텔레시네: 최용균
- 애니메이션 제작협력: (주)AKOM, 신동헌 프로덕션, 삼영애니메이션, 한호흥업㈜
- 기획·지휘: 조봉남
- (주)AKOM
- 연출: 오홍선
- 조연출: 심현보
- 원화: 조항덕, 백승덕, 여영욱, 심상설, 방성수, 정창열, 권오성, 장남수
- 동화: 김송철
- 배경: 홍성우
- 검사: 송영미, 정미경
- 채화: 선우인숙, 김춘란
- 촬영: 김종석, 정재복
- 효과: 허병식
- 편집: 손병기, 김춘란
- 진행: 김길웅
- 신동헌 프로덕션
- 연출/원화: 신동헌
- 동화: 신경섭
- 배경: 이종석
- 선화: 최연희, 이미경
- 채화: 김명희, 이영하
- 촬영: 윤호택
- 편집: 양석주
- 진행: 황원석
- 삼영애니메이션
- 연출: 이영수
- 원화: 지형주, 장시용, 조승기, 김칠성, 이경애, 장동열
- 동화: 문경희, 지승주, 채윤경
- 선화: 천연례, 권명숙
- 채화: 박미진, 이현경
- 검사: 김병선, 양지순
- 촬영: 김경진, 박재우
- 진행: 조민철
- 한호흥업㈜
- 연출: 송정율
- 원화: 김이태, 이성우, 원성구, 노영근, 조세진, 김상진
- 동화: 조정훈, 이두석, 최영필
- 검사: 임영부, 유민재
- 배경: 곽병선, 이근호
- 선화: 배진숙, 윤미선
- 채화: 이태정, 황순례
- 촬영: 임종수, 임창규
- 편집: 임병석
- 진행: 강희태

### 2기
- 원작: 김수정
- 감독: 송정률
- 음악감독: 김도향
- 작·편곡: 김동성
- 작사: 김혜진
- 노래: 김도향, 오승원
- 녹음: 이상봉, 김설파, 김석원
- 효과: 최경상, 이남홍
- 텔레시네: 최용균
- 편집: 심분녀
- 타이틀 디자인: 이석인
- 애니메이션 제작협력: 한호흥업㈜
- 기획·지휘: 조봉남
- 애니메이션 제작협력: 한호흥업㈜
- 원화: 김이태, 원성구, 김상진, 노영근, 조세진, 이성우, 유은미, 원미나
- 동화: 조정훈, 원명구, 김장섭
- 배경: 이근호
- 검사: 임영부
- 색지정: 김현아
- 선화: 김은정
- 복사: 박선옥
- 채화: 이태정, 황순례
- 촬영: 임종수, 김형희
- 편집: 임병석
- 진행: 강희태
- 제작: KBS, 둘리나라

### 방송 회차
1기
| 회  | 부제              | 각본   | 연출   | 방송일                                                          | 원작                                                                |
| --- | ----------------- | ------ | ------ | --------------------------------------------------------------- | ------------------------------------------------------------------- |
| 1화 | 둘리의 탄생       | 박리미 | 오홍선 | 1987년 10월 7일, 1990년, 1993년, 1996년, 1998년, 2003년, 2006년 | 둘리의 탄생 (1983년 4월)                                            |
| 2화 | 대공원 소동       | 박리미 | 오홍선 | 1987년 10월 7일, 1990년, 1993년, 1996년, 1998년, 2003년, 2006년 | 소풍 (1983년 5월) 요술 카메라 (1983년 6월) 슬픈 길동이 (1984년 4월) |
| 3화 | 내 친구들         | 박리미 | 신동헌 | 1987년 10월 7일, 1990년, 1993년, 1996년, 1998년, 2003년, 2006년 | 친구들 (1983년 8월)                                                 |
| 4화 | 형아! 가지마      | 박리미 | 이영수 | 1987년 10월 7일, 1990년, 1993년, 1996년, 1998년, 2003년, 2006년 | 희동이 (1983년 11월) 비누방울 편지 (1983년 12월)                    |
| 5화 | 과거로의 여행 (1) | 박리미 | 송정율 | 1987년 10월 7일, 1990년, 1993년, 1996년, 1998년, 2003년, 2006년 | 타임 코스모스 (1984년 1월 ~ 1984년 3월)                             |
| 6화 | 과거로의 여행 (2) | 박리미 | 송정율 | 1987년 10월 7일, 1990년, 1993년, 1996년, 1998년, 2003년, 2006년 | 타임 코스모스 (1984년 1월 ~ 1984년 3월)                             |

2기
| 회  | 부제                   | 각본   | 연출   | 방송일                                                         | 원작                                                           |
| --- | ---------------------- | ------ | ------ | -------------------------------------------------------------- | -------------------------------------------------------------- |
| 1화 | 둘리의 분노            | 박리미 | 송정률 | 1988년 5월 5일, 1990년, 1993년, 1996년, 1998년, 2003년, 2006년 | 격추된 번쩍호 (1983년 10월)                                    |
| 2화 | 마이콜, 등장!          | 박리미 | 송정률 | 1988년 5월 5일, 1990년, 1993년, 1996년, 1998년, 2003년, 2006년 | 스타 탄생 (1984년 9월) 도우너, 엄마 찾아서 (1984년 10월)       |
| 3화 | 또치의 탈출            | 박리미 | 송정률 | 1988년 5월 5일, 1990년, 1993년, 1996년, 1998년, 2003년, 2006년 | 또치, 또치, 또치 (1985년 1월) 마이콜 라스베가스로 (1985년 2월) |
| 4화 | 이상한 램프            | 박리미 | 송정률 | 1988년 5월 5일, 1990년, 1993년, 1996년, 1998년, 2003년, 2006년 | 램프 거인 (1986년 8월 ~ 1986년 9월)                            |
| 5화 | 둘리 소인국            | 박리미 | 송정률 | 1988년 5월 5일, 1990년, 1993년, 1996년, 1998년, 2003년, 2006년 | 난쟁이가 된 둘리 (1986년 4월 ~ 1986년 5월)                     |
| 6화 | 꼴뚜기 별의 왕자님 (1) | 박리미 | 송정률 | 1988년 5월 5일, 1990년, 1993년, 1996년, 1998년, 2003년, 2006년 | 골두기 별 왕자님 (1985년 3월 ~ 1985년 6월)                     |
| 7화 | 꼴뚜기 별의 왕자님 (2) | 박리미 | 송정률 | 1988년 5월 5일, 1990년, 1993년, 1996년, 1998년, 2003년, 2006년 | 골두기 별 왕자님 (1985년 3월 ~ 1985년 6월)                     |

### 둘리의 배낭여행
1995년 11월 오리온 카툰네트워크, EBS에서 VHS 비디오테이프로 출시되었다.
둘리의 배낭여행은 영어 교육용 애니메이션으로 빨간 모자와 배낭을 메고 있는 둘리와 모든 작품과 달리 목걸이가 녹색이고 이상한 안경을 머리에 이고 다니는 도우너, 눈썹이 노란 타조 또치, 파란색 멜빵 바지를 입은 희동이, 다홍색과 파란색 무늬의 여행용 남방과 노란색 여행용 바지를 입은 고길동, 라디오를 메고 다니는 마이콜이 있다.
북유럽 편에서 랑콩 공주 가 등장했다.
〈둘리와 배낭여행〉은 원작자 김수정 작가의 〈아기공룡 둘리〉와 주요 설정(둘리 일행이 고길동 집에 살고 있다거나 희동이의 부모가 북미국에 살고 있는 설정 등)들을 바탕으로 각색한 애니메이션이라고 할 수 있으나, 그렇다고도 볼 수 없다. 북미국 편 · 아프리카 편 · 북유럽 편 • 아시아 편은 아기 공룡 둘리와 그 친구들이 ‘원수 아닌 원수’인 고길동을 따라 북미국으로 간 것으로 시작되지만, 매직랜드 편 · 원더랜드 편 · 해피랜드 편 • 드림랜드 편 • 메이랜드 편은 그와 같은 설정이 아닌 전혀 다른 이야기로 전개되기 때문이다.

### 제작진
- 원작: 김수정
- 기획: 김수경, 소현희, 정현열, 손현주
- 책임프로듀서: 김병현
- 프로듀서: 방상연
- 각본: 공수영
- 총감독: 박종철
- 감독: 강한영
- 스토리보드: 이우영, 이지원
- Animation Style: 명영조
- 애니메이션 감독: 박동춘, 임대성, 권오성
- 편집: 강한영, 방상연
- 영어자문: (前) 고려대학교 영어영문학과 이용재 / 임병진 교수
- 아동교육자문: 운경유치원, 동명유치원, 현정유치원
- 미술감독/Lay out 감독: 이지원
- Model Design: 송민욱
- 배경감독: 김영구
- 배경설정: 김원진
- Color Coordinator: 김소형
- 레이아웃: 송민욱, 김원진, 명영조
- 원화: 마현덕, 남계식, 김진구, 임성택, 최화종, 정창훈
- 동화: 김성곤, 양재권, 김민정, 강민재, 이명순, 김현주, 박병훈, 박진성
- 체킹: 박진수, 박신원, 김현진
- 선화: 한미화, 장혜숙
- 색지정: 김숙진, 조미숙
- 채색: 장남욱, 김남미, 유선주, 김기림, 김기원, 고은진, 송혜영, 이규옥, 이연숙, 이미희
- 애니메이션 효과: 한영심
- 카메라: 정종현, 기세광, 송석준, 노영운
- 음악: 이한빈, 유재광
- 음향감독: 김벌래
- 녹음연출: 김한영
- Post Production: 형보제작소
- 현상: 제일현상소
- 녹음: 3BAUDIO
- 효과: 최창열, 김벌래
- 주제가작곡: 이한빈
- 주제가작사: 서미애
- 노래: 홍영란, 마이클 피 셰리든, 프랭클린 더블유 김
- 제작: 선우 엔터테인먼트, 그림샘(1995)

- 노래: 장철순, 방대식, 신해옥, 임지숙, 쌍투스 회원, 둘리스쿨, TuTTI, 김지현
- 원작·총감독: 김수정
- 제작: 전창록
- 기획: 함규열, 오성윤
- 제작지휘: 하윤신, 이정재
- 감독: 임경원
- 미술감독: 김종금
- 캐릭터: 김수정, 김민수
- 소품디자인: 주영삼
- 배경디자인: 김승혁
- 색지정: 서미란, 이미경
- 원화작감: 이영선, 윤민흥, 유제하
- 원화: 김경자, 김상기, 김태영, 김영하, 남선민, 이현애, 황경숙, 신숙영, 이시창, 박정미, 인태선, 이호선, 권혁제
- 동화작감: 송미영, 박은영, 민경욱, 김정희, 정영주, 이승만, 여훈
- 동화: 김기선, 김숙희, 김정애, 김혜숙, 박은하, 박희성, 채수미, 최선향, 현상희, 구수연, 김준래, 김현정, 양민아, 이미영, 전갑련, 조미라, 조승희, 김미숙, 류영순, 서미진, 손정선, 이용희, 최경호, 이정경, 이정란, 정구숙, 하은희, 황미나, 곽현주, 김정언, 김지연, 문지은, 박형미, 심기수, 윤상훈, 이건순, 이명환, 이찬희, 이해동, 정오순, 조병현, 채경미, 홍선미, 김용환, 임채길
- 제록스: 박삼규
- 선화작감: 조희정, 최은숙
- 선화: 김순복, 신옥련, 윤영자, 윤정순, 한모경, 최현숙, 황경숙, 오윤경
- 채색작감: 김리진, 손승희, 신인숙
- 채색: 고성희, 고은이, 국경우, 김숙경, 김은혜, 김인숙, 김주희, 박혜영, 안기남, 오선영, 김현숙, 강원숙, 금미경, 김희숙, 남승희, 박미순, 유미희, 이경숙, 차선희, 황혜진, 이근순, 이인숙, 이지영, 조유민, 황현숙, 허진, 이윤희, 유미희, 정순해, 박선희, 신미정, 김선경, 진숙희, 김희라, 안미현, 황경아, 김성주, 송정실, 신삼은, 박주희, 이희연, 이현주, 서윤미, 정현자, 정순양, 하민자, 정은선, 황보미, 이미경, 박용숙, 배영, 강은주, 박인실, 김푸른뫼
- 효과: 정재희
- FINAL: 박성애, 서정구, 양옥자
- 배경감독: 박경호
- 배경: 함원식, 임경화, 안소연, 이현숙, 정희정, 서미령, 정혜순, 구효성
- 촬영감독: 유승덕
- 촬영: 남정수, 최희석, 권영호, 전정희, 정경무, 김주호, 김정순, 권현숙
- 음악: 오윤석, 조병희(복화술), MS-ART
- 로고디자인: 유영애
- 녹음·믹싱: 블루캡 사운드웍스
- 사운드 수퍼바이저: 김석원
- 사운드 에디팅: 최낙권, 최만식, 이준호, 박규영
- 노래녹음: 다다 스튜디오, 서울 스튜디오
- 음반기획: MS-ART, 최기섭, 양준영, 최수정, 배희경
- 제작AD: 이의국
- 제작관리: 이별남, 이정재, 이윤정, 김지현, 이호인, 이종화, 신주희
- 현상: 서울현상소
- 편집: 이승권
- 베타편집: SPE LINE, 한인호
- 제작협력: 로또기획, 신프로, 유일동화
- 배급협력: 제이콤
- 홍보: 팀웍
- 광고: 씨네월드
- 공동기획: KBS
- 협찬: LG 미디어, 투니버스
- 제작·배급: (주)둘리나라
- 애니메이션 제작: (구) (주)서울무비

### 수상
- 2010년 : 휴스턴 국제 필름 페스티벌 애니메이션 부문 동상

### 둘리와 함께(비디오) - 2001년
정정명 작가의 작품으로 KBS 미디어와 미라클상사에서 만든 것으로, 가나별여행 (글자놀이), 구구별여행 (숫자놀이), 도레미별여행 (율동동요), BB별여행  (영어율동), 구구별대탐험 (구구단놀이)으로 되어있다. 가나별여행 (글자놀이) 편에선 둘리, 도우너, 또치가 고길동의 냉장고를 모두 털어놓자 열 받은 길동은 둘리 일행에게 훔쳐먹은 냉장고 음식을 사오라고 쪽지를 주며 심부름을 시킨다. 게다가 사 오지 못하면 저녁식사를 주지 않겠다고 하며 그들을 쫒아낼 궁리를 한다. 둘리 일행은 고길동의 쪽지의 글자를 보고 이상한 그림이라고 한다. 그들이 아직 한글 글자를 읽지 못했기 때문이다. 도우너가 가나별을 소개하자 그들은 가나별에 가서 글자를 배워온다. 가나별에서 글자를 배운 결국엔 둘리, 도우너, 또치는 고길동이 사오라는 것을 모두 구입하게 된다. 그러자 고길동은 황당해하며 어쩔줄 몰라한다.
구구별여행(숫자놀이) 고길동이 둘리, 도우너, 또치를 내쫒을 궁리를 다시한번 해본다. 고길동이 속임수로 그들 앞에서 친절한 선생님인 연기를 하며 문제를 제시한다. 바로 아라비아 숫자 8이다. 그러나 아라비아 숫자를 모르는 둘리, 도우너, 또치는 '눈사람', '오뚝이' 등으로 답한다. 한편, 이는 오답이며, 정답은 바로 숫자 8이었던 것이다. 그래서 고길동은 속으로 좋은 기회라고 생각하여 오합이라고 하며 "숫자 8도 모르면서!" 라는 대사를 외쳤다. 어떻게 그런것도 모르면서 자신의 집에 있을 수가 있냐고 그들을 밖으로 쫒아냈다. 그러자 그들이 구구별을 언급하여 구구별로 가서 수를 배우게 됐다. 도레미별여행(율동동요)에선 마이콜이 노래자랑대회에서 불합격하자 도레미별에서 노래와 율동을 배워, 결국엔 노래자랑대회에 합격하게 되었다.
BB별여행(영어율동)에선 고길동 가족에게 미국인 친구인 '애니 (Annie)'가 방문했다. 둘리는 애니에 반해 뒤를 따라가다가 고길동은 둘리에게 발길질을 하며 문을 닫아버렸다. 길동은 애니에게 고철수를 소개시켜주었다. 그러자 둘리, 도우너, 또치는 자기도 소개시켜달라 하자 길동은 애니가 영어밖에 하지 못한다는 이유로 영어를 모르는 둘리 도우너 또치에게 그들은 애니 앞에서 소개시켜줄수 없다고도 한다. 그러자 둘리, 도우너, 또치는 길동에게 영어 가르쳐 달라 하자 고길동은 싫다고 하고 그들을 또다시 냉정하게 외면해 버린다. 둘리, 도우너, 또치가 BB별에서 영어를 배워 오고 나자 그들은 애니를 만나게 되어 서로 대화가 가능해졌다. 길동은 조금 열린 문 틈에서 그 장면을 보고 눈이 휘둥그래지며 황당했다.

## 캐릭터 산업
애니메이션화와 함께 여러 관련 상품이 팔리기 시작했다. 원작 연재와 애니메이션 방영이 끝난 후에도 산업 캐릭터로서 장난감, 게임, 학습만화, 옷이나 학용품, 식품에 지속적으로 등장하였으며, 특히 자동차 광고(기아자동차 카니발 II)에도 등장하면서 사상 최초로 만화 캐릭터가 자동차 광고에 등장한 사례로 기록되었다. 둘리 캐릭터는 현재의 어린이들에게도 친숙한데다, 1980년대에 이 작품을 접했던 어린이들이 현재는 부모가 된 경우가 많은데, 대한민국에서는 부모와 자녀 모두에게 친숙한 캐릭터로 유일하다.
이 작품의 등장인물 중 한 명인 고길동이 2009년 8월부터 그 해 10월까지 롯데카드의 디시플러스 카드 광고에 출연하였다. 이 광고의 성우는 원호섭이었다.

## 뒷 이야기
- 둘리에 대한 내용은 자신의 엄마와 헤어진 것에 대한 슬픔을 나타내는 것일 수도 있겠다.
- 둘리가 항상 혀를 내밀고 있는 것에 대한 작가 김수정은 귀여움을 강조하기 위해 그려 넣은 것이라고 밝혔다.[11]
- 둘리의 아버지는 누군가에 대해 김수정은 자신도 잘 알지못하겠다는 이른바 '출생의 비밀'로 설명했다.[11]
- 출판물에서는 아기공룡 둘리의 결말을 냈지만 김수정은 실제 둘리 이야기에는 끝이 없다고 말했다.[11]
- 서울 도봉구와 부천시는 둘리의 명예시민 문제로 대립하였다.[12]
- 둘리는 육식공룡인 케라토사우루스, 둘리의 엄마는 초식공룡인 브라키오사우루스인데, 이는 작가 김수정이 몇 년 걸려 연재를 하다보니 둘리가 육식공룡임을 그만 깜빡한 실수라고 한다.[13]
- 2013년 4월 22일에 둘리 탄생 30주년을 기념하여 구글에서 대한민국 한정으로 구글코리아 홈페이지 두들을 둘리로 바꾼 적이 있다.[14]
- 아기공룡 둘리의 원작자인 만화가 김수정은 자신의 후배 만화가인 최규석이 둘리 캐릭터로 자신도 만화를 한번 그려보고 싶다며 김수정에게 허락을 받으러 왔다. 김수정은 별 생각 없이 이를 허락해줬고 최규석은 둘리 캐릭터로 공룡둘리에 대한 슬픈 오마주라는 비극적인 만화를 그렸다. 이 만화를 본 김수정은 자신의 간판 캐릭터인 둘리가 모진 풍파를 겪어서 있는대로 망가지는 모습을 보자 새파랗게 질리며 기절초풍했다.
- 2014년 7월 10일 서울특별시에 따르면 도봉구는 최근 쌍문역을 '쌍문(둘리)역'으로 변경하기 위해 서울시지명위원회 상정을 요청했다. 서울시 관계자는 "시 지명위원회 심사에 따라 결정하게 될 것"이라고 말했다.[15]
- tvN 금토드라마 응답하라 1988에서도 둘리슈퍼 연쇄점(동네 슈퍼마켓), 또오치 경양식(쌍문동 골목길 다섯 친구들 외식장소), 마이콜(쌍문고 반총무[1994년 기준 연세대 의예과] 김중기 별명), 희동이(바둑기사 최택 6단[1994년 기준 9단] 별명), 고길동 아저씨(봉황당 주인 최무성 아저씨[선우 새아빠] 별명)가 나온다. 해당 드라마의 주 배경이 둘리와 연관되는 쌍문동이기 때문이다. 그리고 14화에서 김정봉이 봤던 만화영화기도 하다.
- 예나 지금이나 국산 캐릭터들 중 둘리만큼의 인기와 돈이 되는 작품은 거의 없다.
- 김수정이 아기공룡 둘리를 그릴 때 가장 큰 밑거름이 된 자료는 조카들의 일기장이었다고 한다. 친척들 집에 놀러갈 때마다 몰래 조카들 방에 들어가서 훔쳐보곤 했다고 한다.

## 게임 산업
삼성전자의 가정용 게임기인 삼성 겜보이에서 처음으로 게임화되었으며 이후 더 많은 게임이 출시되었다.

## 둘리와 함께
둘리와 함께는 미라클 엔터테인먼트에서 출시된 비디오이다.

## 같이 보기
- 둘리나라
- 둘리뮤지엄 (둘리 테마 박물관)
- 쌍문역
- 엉덩국 (아기공룡 둘리의 패러디물인 '애기공룡 둘리'를 제작했다. 성 정체성을 깨달은 아이를 제작하기도 한 사람이다.)